# Neurocordulia
Neurocordulia là một chi chuồn chuồn trong họ Corduliidae.

## Các loài
Chi này được ghi nhận có các loài sau:
- Neurocordulia alabamensis Hodges in Needham & Westfall, 1955 [3]
- Neurocordulia michaeli Brunelle, 2000 [3]
- Neurocordulia molesta (Walsh, 1863) [3]
- Neurocordulia obsoleta (Say, 1840) [3]
- Neurocordulia virginiensis Davis, 1927 [3]
- Neurocordulia xanthosoma (Williamson, 1908) [3]
- Neurocordulia yamaskanensis (Provancher, 1875) [3]